# Bellona, Kampanien
Bellona är en ort och kommun i provinsen Caserta i regionen Kampanien i Italien. Kommunen hade 6 106 invånare (2017).